# 100 кила
Явор Димитров Янакиев, по-известен като 100 кила (Сто кила), е български рап и хип-хоп изпълнител и музикален продуцент от Варна. Известен е с песните си „Цяла нощ“, която е дует с Лора Караджова, „Аз съм 6“, „Антистоп“, „Газ До Дупка“, „Ланец на врата ми“ и други. Носител е на 6 награди „Рапър на годината“.

## Биография
Роден е в бедно семейство във Варна през 1983 г. На 13 години баща му го оставя, а майка му заминава да работи в Гърция, където живее. От чужбина тя изпращала пари, за да могат да се издържат с брат му. 100 Кила има завършен осми клас. Учил е в ОУ. Н. Й. Вапцаров в Град Попово само в първи клас както и Професионална  гимназия по електротехника и строителство в град Търговище, където е родена баба му.

### Кариера
100 кила е работил като продавач на сладолед, на царевица и на гевреци на плажа. По-късно се запознава с Мишо Шамара, който пръв му подава ръка в рапа.
През 2013 г. участва в първото издание на риалити шоуто „Къртицата“ по TV7.
На 8 април 2016 г. е премиерата на съвместното му парче с основателя на Maybach Music Group (MMG) Рик Рос.
На 20 март 2021 г. е първото издание на неговото авторско предаване Wave Check, което се излъчва всяка събота от 22:00 до 00:00 в ефира на Радио Варна.

## Дискография

### Студийни албуми
- 2003 – „По-добре гаден, отколкото гладен“
- 2009 – „Прехода на Просветения“[4]
- 2013 – „ZLA10“[5]
- 2018 – „Това, че нямаш, не означава, че не можеш да бъдеш“

## Телевизия
- 2013 – „Къртицата“
- 2013 – „Домашен арест“
- 2014 - „Под прикритие"
- 2015 – „Столичани в повече“
- 2016 – „Звездни стажанти“
- 2017 – „Черешката на тортата“